# Naristi
I Naristi (o Varisti) (Naristae in latino) erano un'antica popolazione germanica, di origine suebica. Erano vicini degli Ermunduri (ad occidente) e dei Marcomanni (ad oriente).

## Storia
Durante le campagne del generale romano Druso maggiore (alla fine del I secolo a.C.), tra l'alto Reno e l'alto Danubio, ad ovest della Selva Boema, nell'attuale Palatinato. Confinavano a nord con Marcomanni e Quadi, a sud con l'Impero romano, ad ovest con i Triboci ed i Nemeti, ad est con i celti Boi di Boemia.
In seguito alle campagne di Druso del 10-9 a.C., i vicini Marcomanni e Quadi furono costretti a lasciare le loro terre lungo il fiume Meno, per rifugiarsi nella Selva Boema, circondati da una catena di monti che potesse proteggerli dall'avanzata romana, mentre i Naristi continuarono a rimanere nell'attuale Palatinato.
È forse in seguito alle campagne di Domiziano dell'83-85 d.C. nella regione degli Agri Decumati, che un ramo dei Naristi migrarono più ad est, spingendosi lungo il Danubio fino all'attuale Bassa Austria, di fronte a Vindobona (Vienna).
Partecipano, insieme ad una coalizione di ben 11 popoli germanico-celtici, alla grande invasione del 170 d.C. (guerre marcomanniche). Marco Aurelio riuscirà a batterli ed a sottometterli negli anni successivi. Rimane celebre l'episodio, ricordato in un'iscrizione funeraria e probabilmente anche sulla Colonna di Marco Aurelio, in cui il generale Valerio Massimiano uccise il capo dei Naristi, un certo Valao (172-173 d.C.).
Alcuni contingenti di cavalleria (equites) di questo popolo furono inviati in Oriente, in seguito alla rivolta di Avidio Cassio, sotto il comando di Valerio Massimiano (praepositus), come testimoniato dal testo di un'iscrizione (praeposito equitibus gentium Marcomannorum Naristarum Quadorum ad vindictam Orientalis motus pergentium).

### I Varisci
È stata ipotizzata un'identificazione dei Naristi/Varisti con i Varisci (in tedesco Varisker), tribù germanica composta presumibilmente dagli antichi abitanti di un distretto medievale, la Provincia Variscorum; si suppone che corrisponda al Vogtland in Sassonia (Germania). Vengono brevemente citati come Varistae nel Vita Marci Antonini Philosophi della Historia Augusta. Furono tra le tribù che attraversarono il Danubio, ma dopo questo fatto non si sa più nulla di loro. Non tornarono più nella loro provincia, che venne in seguito abitata dagli Armalausi, come descritto nella Tavola Peutingeriana. Il destino che appare più probabile per loro è quello di essere stati trapiantati in Italia, insieme ad altre popolazioni guerriere originarie del Danubio, per decisione di Marco Aurelio, che voleva tenerli controllati. In seguito numerose invasioni barbariche percorsero l'impero, e probabilmente i Varisci persero la loro identità mischiandosi nella massa.